# Dudley
 For alternative betydninger, se Dudley (flertydig). (Se også artikler, som begynder med Dudley)
Dudley er en by i det centrale England, med et indbyggertal (pr. 2001) på cirka 195.000. Byen ligger i grevskabet West Midlands i regionen der også hedder West Midlands. Byens historie går tilbage til den tidlige middelalder.
52°30′N 2°5′V / 52.500°N 2.083°V